# S/2011 J 1
S/2011 J 1 (auch Jupiter LXXII) ist einer der kleineren Monde des Planeten Jupiter.

## Entdeckung
S/2011 J 1 wurde am 27. September 2011 vom Astronomen Scott S. Sheppard entdeckt. Der Mond hat noch keinen offiziellen Namen erhalten – bei den Jupitermonden sind dies in der Regel weibliche Gestalten aus der griechischen Mythologie –, sondern wird entsprechend der Systematik der Internationalen Astronomischen Union (IAU) vorläufig als S/2011 J 1 bezeichnet.

## Bahndaten
S/2011 J 1 umkreist Jupiter mit einer großen Halbachse von etwa 20,1 Millionen Kilometern in etwa 582 Tagen. Die Bahn weist eine Exzentrizität von 0,296 auf. Die Bahn ist retrograd mit einer Bahnneigung von etwa 162,83°, das heißt, der Mond bewegt sich entgegen der Rotationsrichtung des Jupiters um den Planeten.

## Physikalische Daten
Aufgrund der Helligkeit des Objektes kann man den Durchmesser auf ungefähr 1 km schätzen.